# Associated Aviation
Associated Aviation is een Nigeriaanse luchtvaartmaatschappij met thuisbasis in Lagos.

## Geschiedenis
Associated Aviation is opgericht in 1995.

## Vloot
De vloot van Associated Aviation bestaat uit:(maart 2007)
- 1 Boeing 727-200(F)
- 2 BAE125-700
- 1 Embraer EMB120
- 2 Shorts 360
- 1 Shorts 360-300